# Lại Nguyên Ân
Lại Nguyên Ân là một nhà nghiên cứu văn học Việt Nam.

## Tiểu sử
Ông sinh ngày 18 tháng 1 năm 1945 tại xã Phù Vân, huyện Kim Bảng, tỉnh Hà Nam.
Tốt nghiệp phổ thông cấp 3 (Trung học phổ thông) tại Hà Nam năm 1964, ông thi đỗ và vào học ngành Ngữ văn, khoa Khoa học xã hội Đại học tổng hợp Hà Nội; năm 1968 đỗ tốt nghiệp với luận án về văn học sử Việt Nam hiện đại ("Những cơ sở lý luận của sự hình thành chủ nghĩa hiện thực xã hội chủ nghĩa trong văn học Việt Nam hiện đại").
Sau đó từ đầu năm 1969, ông được Bộ Đại học và Trung học chuyên nghiệp phân công về làm việc tại tạp chí "Học tập", Hà Nội. Tháng 10 năm 1970, ông chuyển đi làm giáo viên Trường Trung học Thương nghiệp của Bộ Nội thương, trụ sở ở huyện Ba Vì tỉnh Hà Tây.
Từ 1977 đến 2007 ông là biên tập viên sách văn học, Nhà xuất bản Tác phẩm mới (từ 1990 đổi thành nhà xuất bản Hội nhà văn) thuộc Hội nhà văn Việt Nam.
Lại Nguyên Ân có bài đăng báo chí nghiên cứu văn học từ năm 1972. Ông hoạt động chủ yếu với tư cách nhà phê bình văn học, nhà nghiên cứu văn học, cây bút biên dịch thông tin văn học nghệ thuật. Tên tuổi của ông được biết đến trong nền nghiên cứu phê bình văn học Việt Nam trong hơn 30 năm qua, tác giả/đồng tác giả của hơn 60 cuốn sách đã xuất bản. Nhiều công trình nghiên cứu của ông được đánh giá cao, đặc biệt trong lĩnh vực biên khảo tư liệu văn học sử Việt Nam. Ông đã được trao giải thưởng nghiên cứu của Qũy văn hóa Phan Châu Trinh. Theo báo mạng "Thời báo kinh tế Sài Gòn" công của ông là "giới thiệu trở lại hàng loạt tác phẩm của các tác gia quan trọng như Phan Khôi, Vũ Bằng, Vũ Trọng Phụng... nhiều giai đoạn báo chí, văn nghệ phức tạp trong quá khứ nhờ vậy, dần dần được công chúng nhìn nhận lại khách quan hơn."

## Tác phẩm chính đã xuất bản

### Loại sách phê bình, tiểu luận, nghiên cứu văn học
- Văn học và phê bình (1984);
- Một thời đại mới trong văn học (1987, 1995);
- Sống với văn học cùng thời (1997, 2003);
- Đọc lại người trước, đọc lại người xưa (1998);
- Từ điển văn học Việt Nam, từ nguồn gốc đến hết thế kỷ XIX (1995, 1997, 1999, 2001, 2005, 2017);
- Nghiên cứu văn bản tiểu thuyết "Giông tố" (2007);
- Mênh mông chật chội... (2009)
- Tìm lại di sản (2013)
- Biên niên hoạt động văn học Hội nhà văn Việt Nam, tập I: 1957–1975 (2013)
- Trong thoáng xuân Hà Nội (e-book, 2014)
- Từng đoạn đường văn (2016)
- Nghiên cứu văn bản tiểu thuyết "Số đỏ" (2016)
- Biên niên hoạt động văn học Hội nhà văn Việt Nam, tập II: 1976–1985 (2016)
- Biên niên hoạt động văn học Hội nhà văn Việt Nam, tập III: 1986–1995 (2018)
- Biên niên hoạt động văn học Hội nhà văn Việt Nam, tập IV: 1996–2001 (2020)
- Tìm hiểu tác gia Phan Khôi (2023)

### Loại sách sưu tầm biên soạn tư liệu văn học sử Việt Nam
- Văn học trong giai đoạn cách mạng mới: Kỷ yếu Đại hội nhà văn Việt Nam lần thứ ba, 26–28/9/1983 (1984)
- Nguyễn Minh Châu, con người và tác phẩm (1990);
- Văn học 1975–1985: tác phẩm và dư luận (1997);
- Vũ Trọng Phụng, tài năng và sự thật (1992, 1997);
- Vũ Trọng Phụng, con người và tác phẩm (1994);
- Thi sĩ Hồ Dzếnh (1993);
- Hồ Dzếnh, một hồn thơ đẹp (2001);
- Nhà văn Việt Nam: Chân dung tự hoạ (1995);
- Sưu tập trọn bộ "Tiên phong", tạp chí của Hội văn hóa cứu quốc, 1945–1946 (2 tập: 1996);
- Sưu tập "Văn nghệ" 1948–1954 (7 tập: 1998, 1999, 2000, 2003, 2005, 2006);
- Lê Thanh: Nghiên cứu và phê bình văn học (2001);
- Vũ Trọng Phụng: Chống nạng lên đường (2001, 2004);
- Thơ mới 1932–1945: tác giả & tác phẩm (1992, 1995, 1998, 2000, 2002, 2004);
- Trần Đình Hượu: Các bài giảng về tư tưởng phương Đông (2001, 2002, 2020);
- Phan Khôi: Tác phẩm đăng báo 1928 (2003);
- Phan Khôi: Tác phẩm đăng báo 1929 (2005);
- Phan Khôi: Tác phẩm đăng báo 1930 (2005);
- Phan Khôi: Tác phẩm đăng báo 1931 (2007);
- Phan Khôi: Viết và dịch Lỗ Tấn (2007);
- Tác phẩm Hoàng Cầm (Q.1: Thơ; Q.2: Truyện thơ. Kịch; Q.3: Văn xuôi) (2002–2003);
- Tư liệu thảo luận 1955 về tập thơ "Việt Bắc" (2005);
- Vũ Bằng: Các tác phẩm mới tìm thấy (2010);
- Phan Khôi: Tác phẩm đăng báo 1932 (2010, 2014).
- Trần Văn Thùy: Nhật ký thanh niên xung phong, Trường Sơn: 1965–1969 (2011, tái bản có bổ sung, 2019)
- Hoàng Cầm, hồn thơ độc đáo (2011)
- Lưu Trọng Lư: Tác phẩm: Truyện ngắn, tiểu thuyết (2 tập: 2011)
- Phan Khôi: Tác phẩm đăng báo 1933–1934 (2013)
- Phan Khôi: Tác phẩm đăng báo 1935 (2013)
- Phan Khôi: Tác phẩm đăng báo 1936 (2014)
- Phan Khôi: Tác phẩm đăng báo 1937 (2014)
- Phan Khôi: Vấn đề phụ nữ ở nước ta (2016, 2018)
- Phan Khôi: Tác phẩm đăng báo 1938–1942 (2017)
- Vũ Trọng Phụng: Con người điêu trá (sưu tập các tác phẩm nhỏ, lẻ, bỏ dở; có thư mục đăng tải trong đời văn của tác giả) (2 tập: 2018)
- Phan Khôi: Ảnh hưởng Khổng giáo ở nước ta (2018)
- Phan Khôi: Tác phẩm đăng báo, in sách 1948–1958 (2019)
- Phan Khôi: Tác phẩm đăng báo 1917–1924 (2019)
- Nam Cao: Người câm biết nói (các tác phẩm bị quên lãng 70 năm, lần đầu tìm lại) (2021)
- Dư luận nữ quyền tại Huế 1926–1929 trên sách báo đương thời (2022)
- Nam Cao: Con mèo mắt ngọc (các truyện viết cho thiếu nhi) (2024)

### Loại sách dịch và biên dịch
- Số phận của tiểu thuyết (1983);
- Số phận lịch sử của chủ nghĩa hiện thực (1980, 1981);
- Sáng tạo nghệ thuật, hiện thực, con người (1984, 1985);
- Sự thật của đời sống – sức mạnh của văn học. Tư liệu về Đại hội VIII Hội nhà văn Liên Xô (1987)
- Cơ sở lý luận văn học (1985, 2000);
- Từ điển thuật ngữ văn học (1992, 1997, 1999, 2000, 2006, 2007, 2009);
- 150 thuật ngữ văn học (1999, 2003, 2004, 2009, 2016);
- Từ điển văn học, bộ mới (2004);
- Bách khoa tri thức phổ thông (2000, 2003, 2007);
- Những vấn đề lý luận và phương pháp luận nghiên cứu văn học (2002)
- Các trường phái nghiên cứu văn học ở Tây Âu và Hoa Kỳ thế kỷ XX. Khái niệm và thuật ngữ (2003, 2018);
- Văn học hậu hiện đại thế giới. Những vấn đề lý thuyết (2003).
- 150 thuật ngữ văn học (in lần thứ 5, có sửa và thêm) (2023)

### Loại sách tuyển
- Phê bình và tiểu luận (Tuyển các bài phê bình, tiểu luận), Nxb. Hội Nhà Văn, 2009
- Tìm hiểu thể loại văn học Việt Nam (Tuyển các bài nghiên cứu phê bình về thể loại văn học), Nxb. Hội Nhà Văn, 2023

## Giải thưởng
Năm 2010, ông được Quỹ văn hóa Phan Châu Trinh trao giải thưởng Phan Châu Trinh.

## Chính kiến
Có mặt trong danh sách những người đã ký trong "Kiến nghị về sửa đổi Hiến pháp 1992" phổ biến vào ngày 19 tháng 1 năm 2013 tại Hà Nội.